# Raab
Raab település Ausztriában, Felső-Ausztria tartományban, a Schärdingi járásban, területe 23 km².

## Fekvése
Tengerszint feletti magassága 381 méter. Raab Enzenkirchen, Sankt Willibald, Altschwendt, Zell an der Pram és Andorf településekkel határos.

## Népesség
Lakosainak száma 2270 fő (2018. január 1.).